# Мати Рајвио
Мати Рајвио (фин. Matti Raivio; Кеуру, 22. фебруар 1893 — Кеуру, 25. мај 1957) је некадашњи фински нордијски скијаш, који се такмичио 1920. године. Специјалност му је било скијашко трчање на 50 км.
На Светском првенству 1926. у Лахтију постао је двоструки светски првак у дисциплимана скијашког трчања на 30 и 50 км.
Два пута је учествовао на Зимским олимпијским играма, а на првим 1924. у Шамонију. Такмичио се у обе дисциплине олимпијског програма. У обе трке на 18 км и 50 км заузео је 7. место.
Четири године касније на Зимским олимпијским играма 1928. у Санкт Морицу није завршио трку на 50 км